# Liste der Einträge im National Register of Historic Places im Payne County
Diese Liste der Einträge im National Register of Historic Places im Payne County enthält alle im Payne County, Oklahoma in das National Register of Historic Places eingetragenen Gebäude, Bauwerke, Objekte, Stätten oder historischen Distrikte.
Diese Liste entspricht dem Bearbeitungsstand des National Park Service/National Register of Historic Places vom 18. Oktober 2024.

## Legende
| NRHP | Historic Place             |
| HD   | National Historic District |

## Aktuelle Einträge
| [ 2 ] | Name                                                | Bild                                                | Eintragsdatum                 | Lage                                                                                                  | Ort                | Beschreibung |
| ----- | --------------------------------------------------- | --------------------------------------------------- | ----------------------------- | --- | ------------------ | ------------ |
| 1     | The Bassett House                                   | The Bassett House                                   | 3. Dez. 2009 ID-Nr. 09000979  | 1100 E. 9th Pl. 35° 58′ 19,9″ N, 96° 45′ 23,4″ W                                                      | Cushing            |              |
| 2     | James E. Berry House                                | James E. Berry House                                | 21. Nov. 1980 ID-Nr. 80003294 | 502 S. Duck Street 36° 6′ 59″ N, 97° 3′ 43,9″ W                                                       | Stillwater         |              |
| 3     | Luke D. Berry House                                 | Luke D. Berry House                                 | 11. Dez. 2007 ID-Nr. 07001262 | 621 E. Broadway Street 35° 58′ 46,9″ N, 96° 45′ 55,1″ W                                               | Cushing            |              |
| 4     | Campus Fire Station                                 | weitere Bilder                                      | 7. Dez. 2004 ID-Nr. 04001336  | 600 W. University Avenue 36° 7′ 12″ N, 97° 3′ 54″ W                                                   | Stillwater         |              |
| 5     | Citizens Bank Building                              | weitere Bilder                                      | 24. Feb. 1981 ID-Nr. 81000467 | 107 E. 9th Street 36° 6′ 46,1″ N, 97° 3′ 29,2″ W                                                      | Stillwater         |              |
| 6     | Cottonwood Community Center                         | weitere Bilder                                      | 13. März 1980 ID-Nr. 80004291 | nordwestlich von Stillwater 36° 8′ 43,1″ N, 97° 9′ 29,2″ W                                            | Stillwater         |              |
| 7     | Hamilton Cross House                                | weitere Bilder                                      | 9. Juni 2014 ID-Nr. 14000298  | 1509 W. 9th 36° 6′ 42,5″ N, 97° 4′ 35,4″ W                                                            | Stillwater         |              |
| 8     | Cushing American Legion Building                    | Cushing American Legion Building                    | 5. Juni 2003 ID-Nr. 03000514  | 212 S. Noble 35° 58′ 41,2″ N, 96° 46′ 9,8″ W                                                          | Cushing            |              |
| 9     | Cushing Armory                                      | Cushing Armory                                      | 20. Mai 1994 ID-Nr. 94000480  | 218 S. Little Avenue 35° 58′ 41,9″ N, 96° 46′ 0,1″ W                                                  | Cushing            |              |
| 10    | William Frick House                                 | William Frick House                                 | 8. Sep. 1980 ID-Nr. 80004292  | 1016 S. West Street 36° 6′ 36″ N, 97° 3′ 47,2″ W                                                      | Stillwater         |              |
| 11    | Gillespie Drilling Company Building                 | Gillespie Drilling Company Building                 | 12. Dez. 2012 ID-Nr. 12001039 | 317 W. Broadway 35° 58′ 46,6″ N, 96° 46′ 32,9″ W                                                      | Cushing            |              |
| 12    | Hoke Building                                       | weitere Bilder                                      | 12. Sep. 1983 ID-Nr. 83002118 | 121 W. 7th Avenue 36° 6′ 51,1″ N, 97° 3′ 33,8″ W                                                      | Stillwater         |              |
| 13    | Hopkins Sandstone House and Farmstead               |                                                     | 7. Mai 1979 ID-Nr. 79002017   | nordöstlich von Ripley 36° 2′ 30,1″ N, 96° 51′ 42,1″ W                                                | Ripley             |              |
| 14    | Irvings Castle                                      |                                                     | 17. Feb. 1978 ID-Nr. 78002257 | südlich von Ingalls 36° 3′ 46,1″ N, 96° 53′ 33″ W                                                     | Ingalls            |              |
| 15    | Long Branch Creek Bridge                            | Long Branch Creek Bridge                            | 10. Sep. 2014 ID-Nr. 14000596 | nördlich der Straßenkreuzung der N3300 und E0540 36° 13′ 54,5″ N, 97° 6′ 20,9″ W                      | Stillwater, Vorort |              |
| 16    | Lytton Building-Masonic Hall                        | Lytton Building-Masonic Hall                        | 7. Juni 2021 ID-Nr. 100006630 | 907–909 South Main Street 36° 6′ 43,2″ N, 97° 3′ 30,6″ W                                              | Stillwater         |              |
| 16    | Magruder Plots                                      | weitere Bilder                                      | 29. Aug. 1979 ID-Nr. 79002018 | Oklahoma State University 36° 7′ 1″ N, 97° 5′ 15″ W                                                   | Stillwater         |              |
| 17    | Murphy House                                        | weitere Bilder                                      | 18. Sep. 1986 ID-Nr. 86002173 | 419 S. Monroe 36° 7′ 0″ N, 97° 4′ 16″ W                                                               | Stillwater         |              |
| 18    | Oklahoma A & M College Agronomy Barn and Seed House | Oklahoma A & M College Agronomy Barn and Seed House | 27. Mai 2004 ID-Nr. 04000519  | 2902 W. 6th St. Building #610 36° 7′ 2″ N, 97° 5′ 37″ W                                               | Stillwater         |              |
| 19    | Oklahoma A&M College Dairy Barn                     |                                                     | 10. Dez. 2014 ID-Nr. 14001030 | 2624 W. McElroy Road 36° 7′ 49,8″ N, 97° 5′ 16,8″ W                                                   | Stillwater         |              |
| 20    | Old Central, Oklahoma State University              | weitere Bilder                                      | 27. Juli 1971 ID-Nr. 71000672 | am Campus der Oklahoma State University 36° 7′ 14″ N, 97° 3′ 59″ W                                    | Stillwater         |              |
| 21    | Payne County Courthouse                             | weitere Bilder                                      | 23. Aug. 1984 ID-Nr. 84003410 | 606 S. Husband Street 36° 6′ 55″ N, 97° 3′ 37″ W                                                      | Stillwater         |              |
| 22    | Perkins Downtown Historic District                  | Perkins Downtown Historic District                  | 28. Dez. 2000 ID-Nr. 00001578 | Gebäudeblock 100 an der Main Street, zwischen der Stumbo und Thomas Street 35° 58′ 24″ N, 97° 2′ 1″ W | Perkins            |              |
| 23    | Pleasant Valley School                              | weitere Bilder                                      | 25. Jan. 1991 ID-Nr. 90002182 | 1901 S. Sangre Road 36° 6′ 2″ N, 97° 6′ 15,8″ W                                                       | Stillwater         |              |
| 24    | Pruett House                                        |                                                     | 7. Sep. 2016 ID-Nr. 16000622  | 155 Redwood Drive 36° 7′ 12,4″ N, 97° 4′ 36″ W                                                        | Stillwater         |              |
| 25    | Josephine Reifsnyder Lustron House                  | Josephine Reifsnyder Lustron House                  | 23. Feb. 2009 ID-Nr. 09000078 | 2119 Sherwood 36° 7′ 18,7″ N, 97° 5′ 4,2″ W                                                           | Stillwater         |              |
| 26    | Selph Building                                      | weitere Bilder                                      | 12. Sep. 1983 ID-Nr. 83002119 | 119 W. 7th Avenue 36° 6′ 51″ N, 97° 3′ 33″ W                                                          | Stillwater         |              |
| 27    | Stillwater Santa Fe Depot                           | Stillwater Santa Fe Depot                           | 3. März 1980 ID-Nr. 80004293  | 400 E. 10th Street 36° 6′ 46″ N, 97° 3′ 15,8″ W                                                       | Stillwater         |              |
| 28    | Jim Thorpe House                                    | Jim Thorpe House                                    | 24. März 1971 ID-Nr. 71000673 | 704 E. Boston Street 36° 6′ 49″ N, 96° 48′ 38″ W                                                      | Yale               |              |
| 29    | Christian K. Usher Luston House                     | Christian K. Usher Luston House                     | 23. Feb. 2009 ID-Nr. 09000079 | 1135 E. Moses 35° 58′ 52″ N, 96° 45′ 21″ W                                                            | Cushing            |              |
| 30    | Walker Building                                     | weitere Bilder                                      | 12. Sep. 1983 ID-Nr. 83002120 | 117 W. 7th Avenue 36° 6′ 51″ N, 97° 3′ 33″ W                                                          | Stillwater         |              |
| 31    | White Cloud Lodge                                   | White Cloud Lodge                                   | 3. Sep. 2010 ID-Nr. 10000619  | 820 E. 146th Street 35° 56′ 57″ N, 97° 2′ 53″ W                                                       | Perkins            |              |